# Verderel-lès-Sauqueuse
Verderel-lès-Sauqueuse is een gemeente in het Franse departement Oise (regio Hauts-de-France) en telt 755 inwoners (1999). De plaats maakt deel uit van het arrondissement Beauvais.

## Geografie
De oppervlakte van Verderel-lès-Sauqueuse bedraagt 12,5 km², de bevolkingsdichtheid is 60,4 inwoners per km².
De onderstaande kaart toont de ligging van Verderel-lès-Sauqueuse met de belangrijkste infrastructuur en aangrenzende gemeenten.

## Demografie
Onderstaande figuur toont het verloop van het inwonertal (bron: INSEE-tellingen).

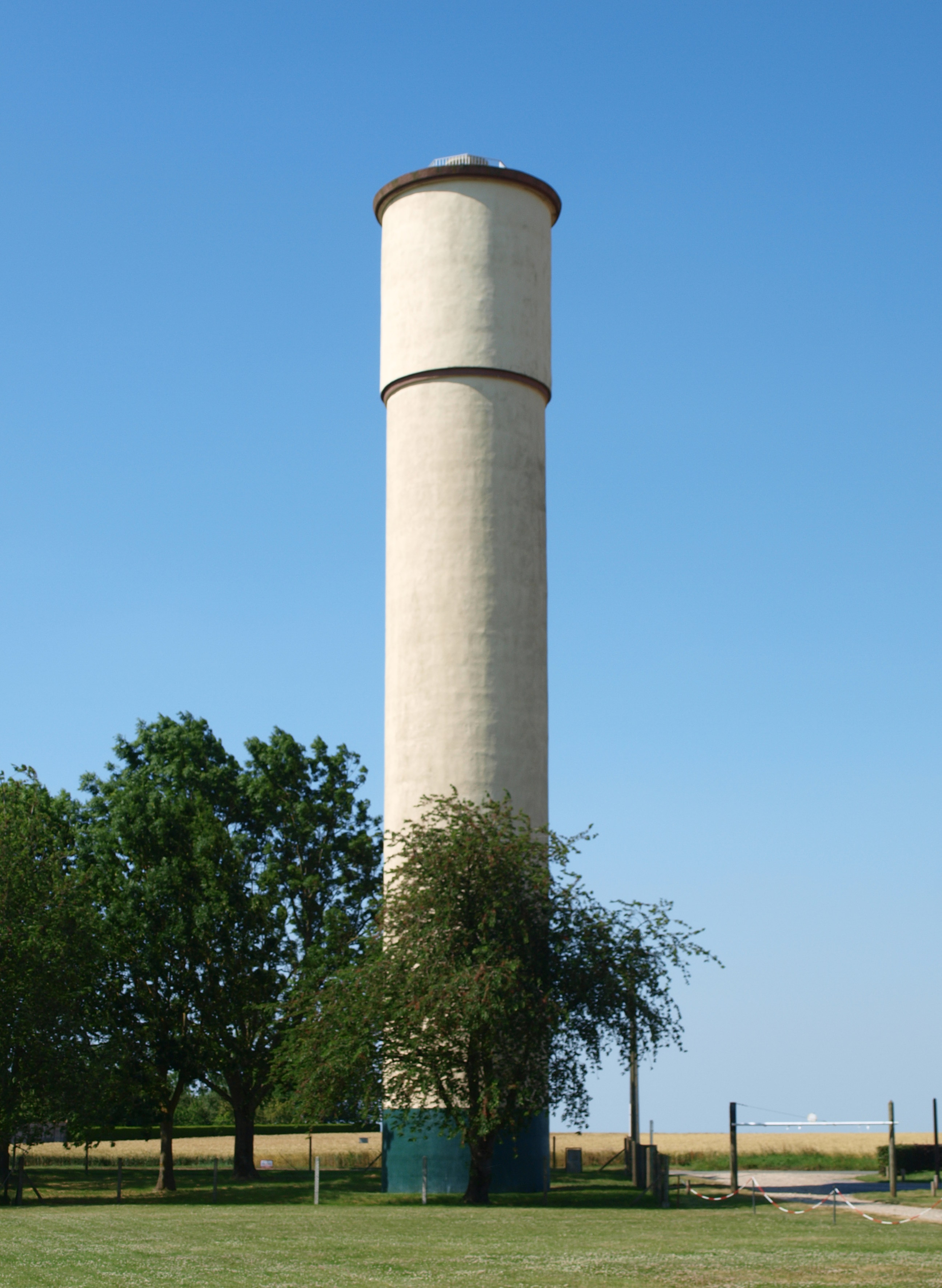
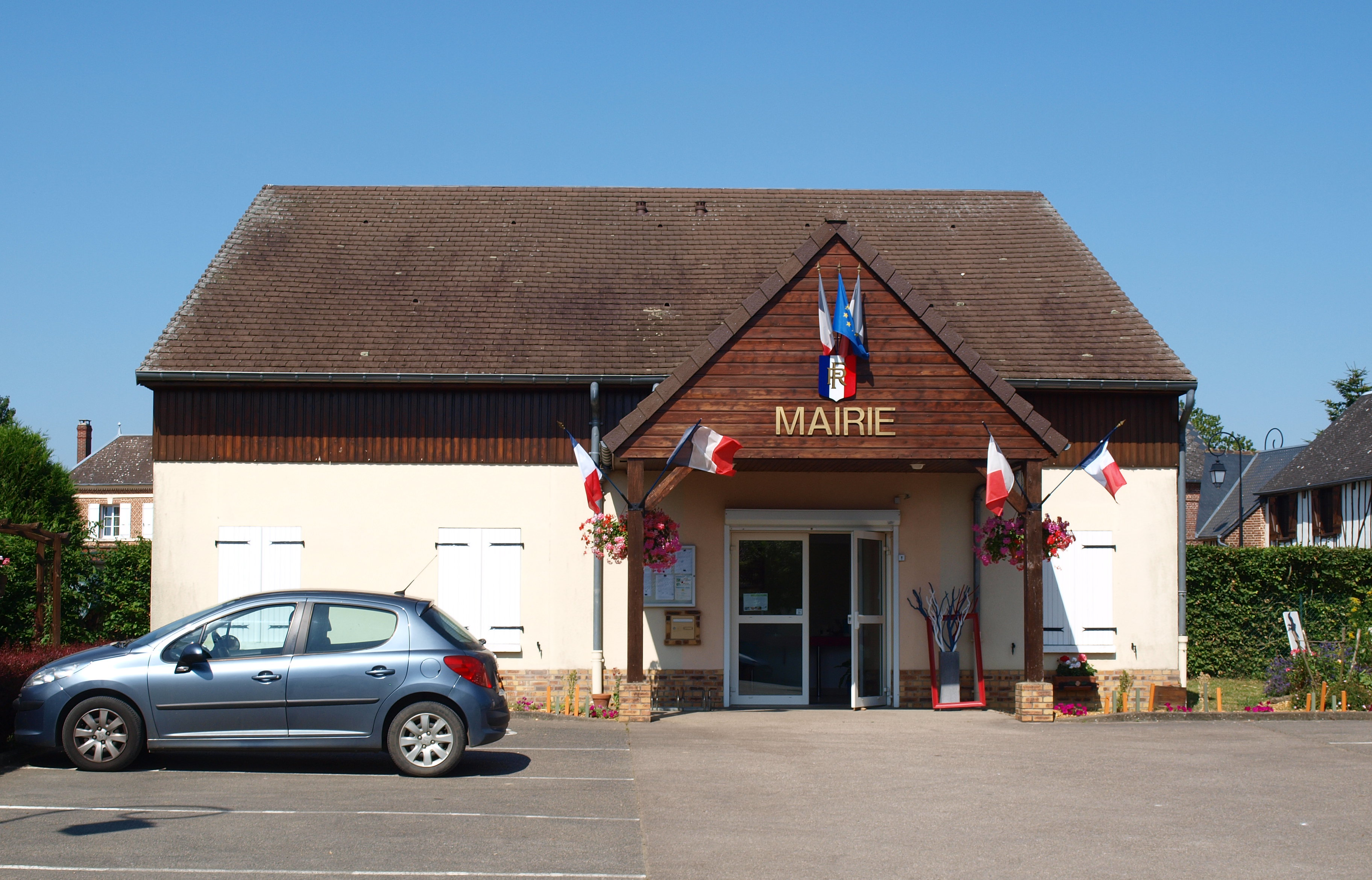
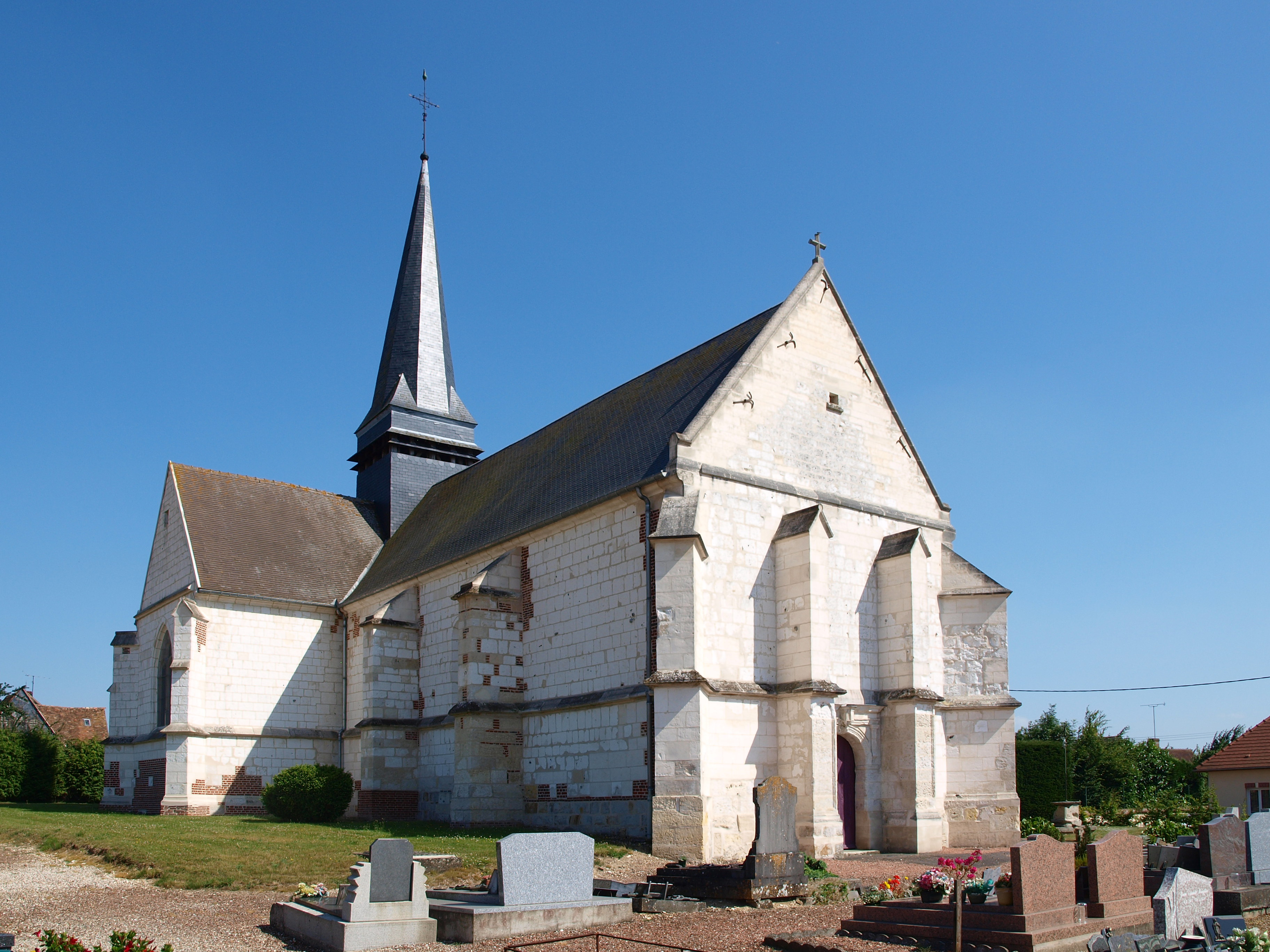
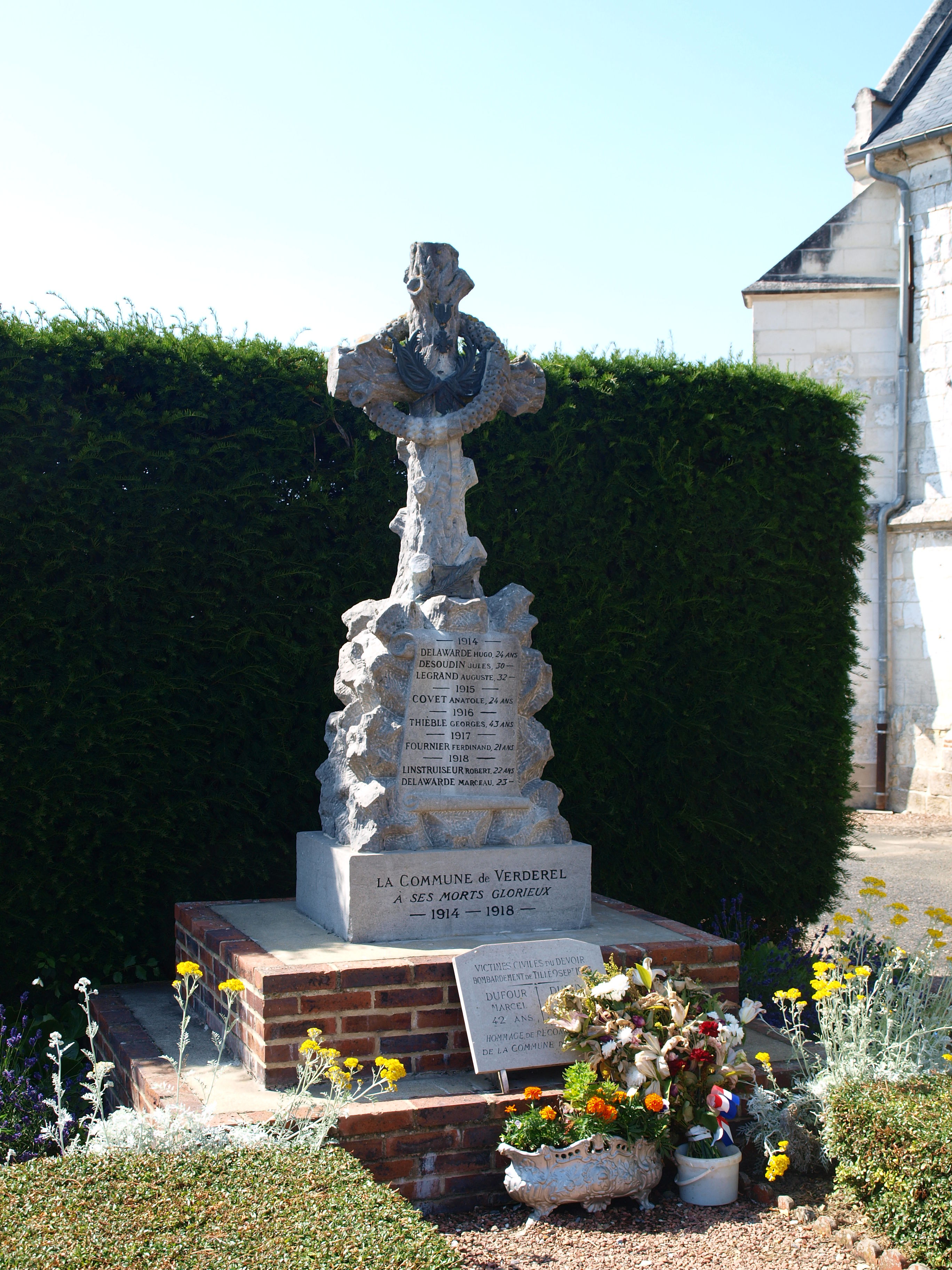
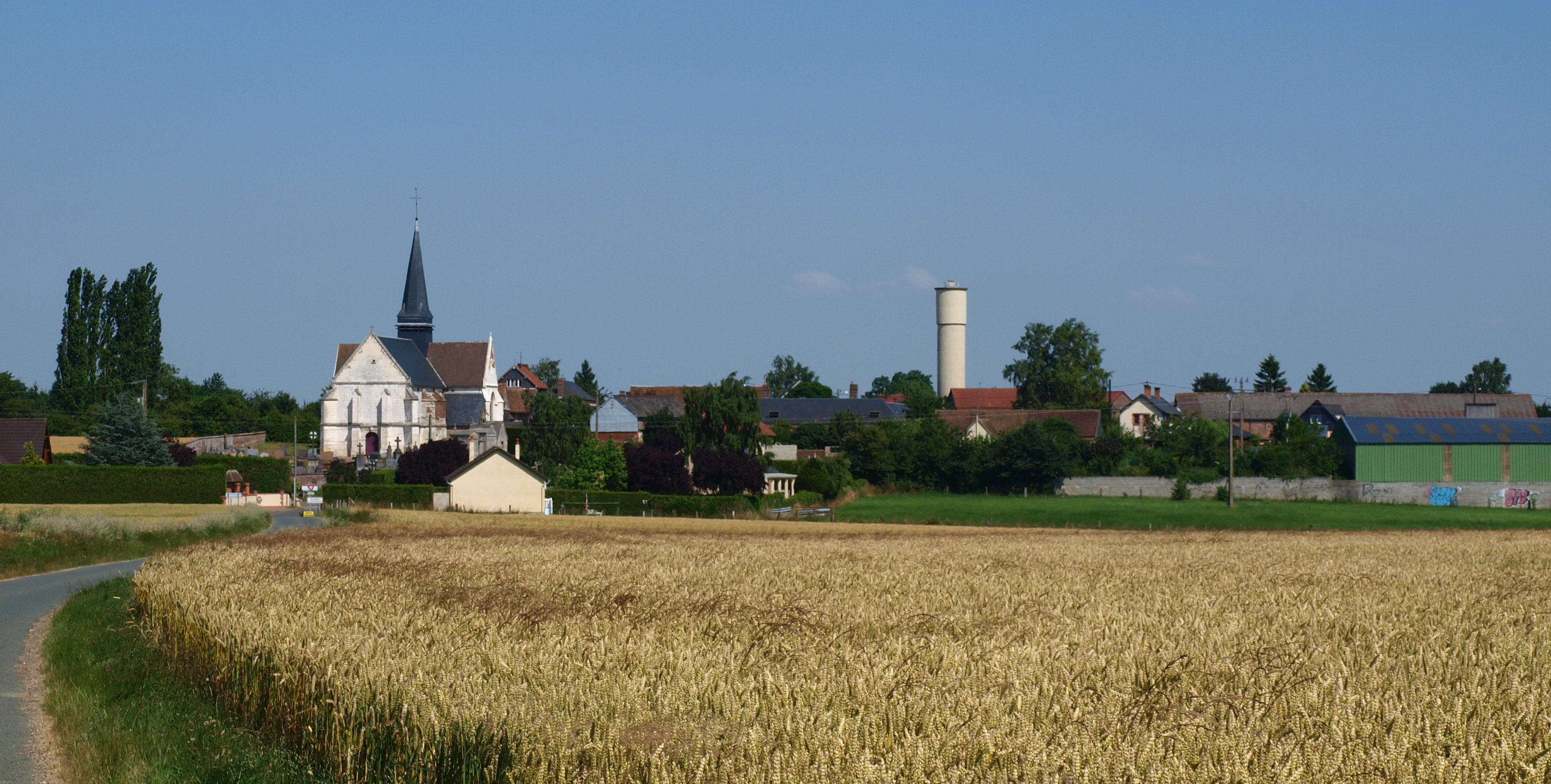

1. ↑  Populations de référence 2022.